# Chrysosoma xanthocyaneum
Chrysosoma xanthocyaneum är en tvåvingeart som beskrevs av Octave Parent 1934. Chrysosoma xanthocyaneum ingår i släktet Chrysosoma och familjen styltflugor. Inga underarter finns listade i Catalogue of Life.